# Maria Mrówczyńska
Maria Magdalena Mrówczyńska z domu Kaniewska (ur. 22 lipca 1974 w Zielonej Górze) – polska inżynier, specjalistka w zakresie geodezji i kartografii, doktor habilitowany nauk technicznych, profesor uczelni na Uniwersytecie Zielonogórskim i jego prorektor (2020–2024), podsekretarz stanu w Ministerstwie Edukacji i Nauki (2023–2024) oraz Ministerstwie Nauki i Szkolnictwa Wyższego (od 2024).

## Życiorys
Córka Janiny i Ryszarda. Absolwentka Technikum Geodezyjnego w Zielonej Górze (1994). W 1999 ukończyła studia z zakresu geodezji i kartografii na Akademii Rolniczej we Wrocławiu. Doktoryzowała się w 2006 na Politechnice Warszawskiej na podstawie rozprawy zatytułowanej: Badanie dokładności i efektywności odwzorowania rzeźby terenu za pomocą sieci neuronowych, której promotorem był Józef Gil. Stopień naukowy doktora habilitowanego uzyskała w 2013 na PW w oparciu o cykl publikacji pt. Studium nad doborem metod inteligencji numerycznej do rozwiązywania zagadnień z geodezji inżynieryjnej.
W latach 1999–2001 była zatrudniona na Politechnice Zielonogórskiej. W 2001 podjęła pracę na nowo utworzonym Uniwersytecie Zielonogórskim, na którym doszła do stanowiska profesora uczelni. W latach 2016–2019 była prodziekanem Wydziału Budownictwa, Architektury i Inżynierii Środowiska, zaś w latach 2019–2020 pełniła funkcję dyrektora Instytutu Budownictwa. W 2020 została prorektorem Uniwersytetu Zielonogórskiego do spraw współpracy z gospodarką w kadencji 2020–2024.
Specjalizuje się w informatyce geodezyjnej. Opublikowała ponad 130 prac. Członek Komitetu Geodezji PAN.
19 grudnia 2023 została mianowana podsekretarz stanu w Ministerstwie Nauki i Szkolnictwa Wyższego.
Odznaczona m.in. Medalem Komisji Edukacji Narodowej (2019).